# Ровенское плато
Ровенское плато (укр. Рівненське плато) — часть Волынской возвышенности, расположенная между реками Горынь и Иква на территории Ровненской области Украины.
Поверхность плато холмистая, расчленённая балками и оврагами. Абсолютные высоты до 250 м. Плато сложено песчаниками, мергелями и известняками, которые перекрыты лёссовидными суглинками.
Большая часть Ровенского плато распахана, ведется земледелие. Частично сохранились участки лесов, в которых произрастают сосна, осина, ель, дуб.